# Auguste Loustaunau
Louis Auguste Georges Loustaunau, né à Paris le 12 septembre 1846 et mort à Versailles le 1er juillet 1898, est un peintre français.

## Biographie
Auguste Loustaunau entre aux Beaux-Arts de Paris dans les ateliers des peintres  Jean-Léon Gérôme et Félix-Joseph Barrias.
Il commence comme paysagiste et fait ses débuts au Salon de 1869 avec une vue peinte de la Bretagne. Il présente au Salon de 1875 son Naturaliste amateur, représentation humoristique d'un homme en costume du XVIIIe siècle, dans le même style que son Entomologiste. Sa dernière participation au Salon des artistes français date de 1898. Il produit une grande quantité de scènes de genre anecdotiques sur les conseils de Jean-Georges Vibert, de sujets militaires et d'aquarelles.
Il est membre de la Société d'aquarellistes français et est nommé chevalier de la Légion d'honneur en 1889.

Œuvres d'Auguste Loustaunau
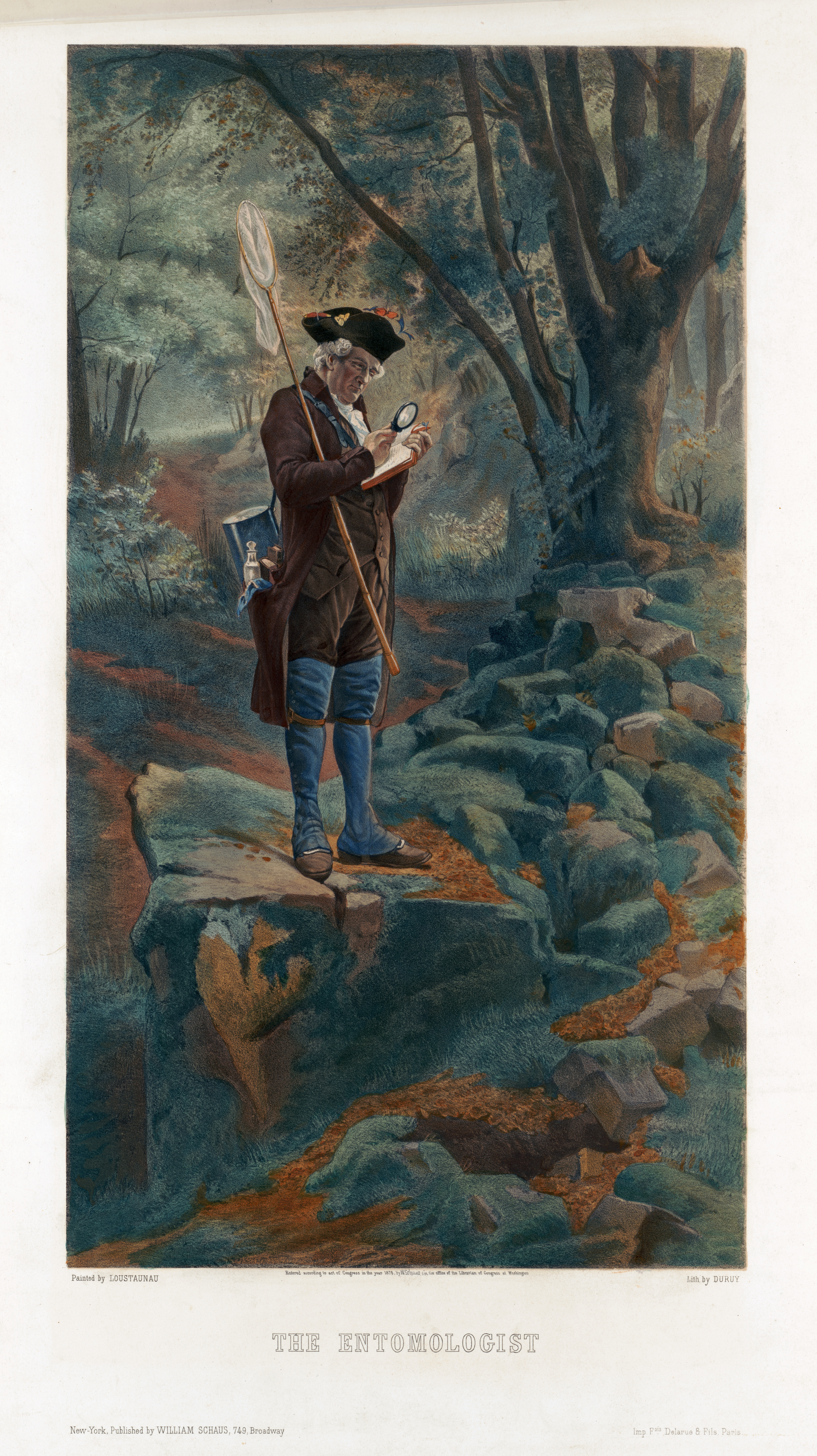
Lithographie par Jean Alexandre Duruy d'après L'Entomologiste (1876) d'Auguste Loustaunau.
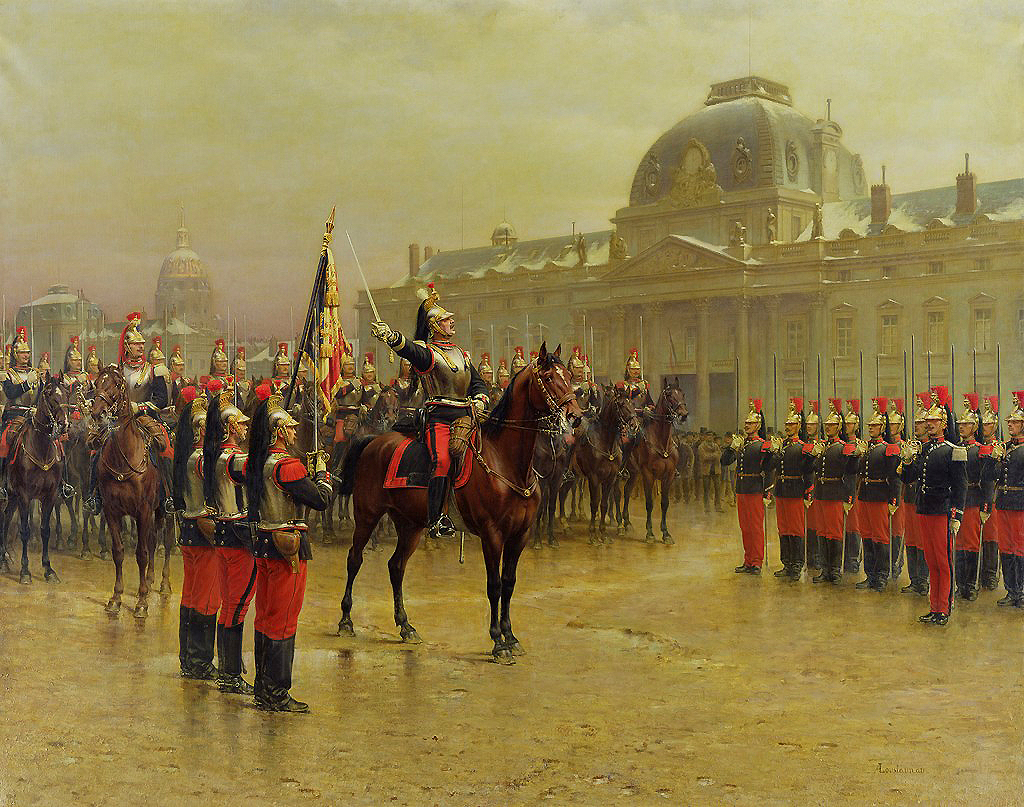
Le Colonel de la Rochetulon présentant aux recrues du 6e cuirassier l'étendard du régiment. Janvier 1887 (vers 1887), Versailles, musée de l'Histoire de France[6].